# Отображение Гаусса

Отображение Гаусса ставит в соответствие каждой точке поверхности вектор единичной нормали в этой точке. Концы всех таких векторов, отложенных от одной точки, лежат на сфере единичного радиуса.

Отображение Гаусса (гауссово отображение, сферическое отображение) — отображение из гладкой поверхности в трёхмерном евклидовом пространстве в единичную сферу, при котором точка поверхности отображается в вектор единичной нормали в этой точке. Названо в честь Карла Фридриха Гаусса.

## Свойства
- Якобиан отображения Гаусса равен гауссовой кривизне поверхности в данной точке.

## Вариации и обобщения
- Отображение Гаусса естественно обобщается на случай гиперповерхности в евклидовом пространстве произвольной размерности.
- Для подмногообразия евклидова пространства произвольной размерности и коразмерности естественным аналогом отображения Гаусса является отображение, сопоставляющее точке подмногообразия точку грассманиана, соответствующую касательному пространству в этой точке.